# Archidiecezja dakarska

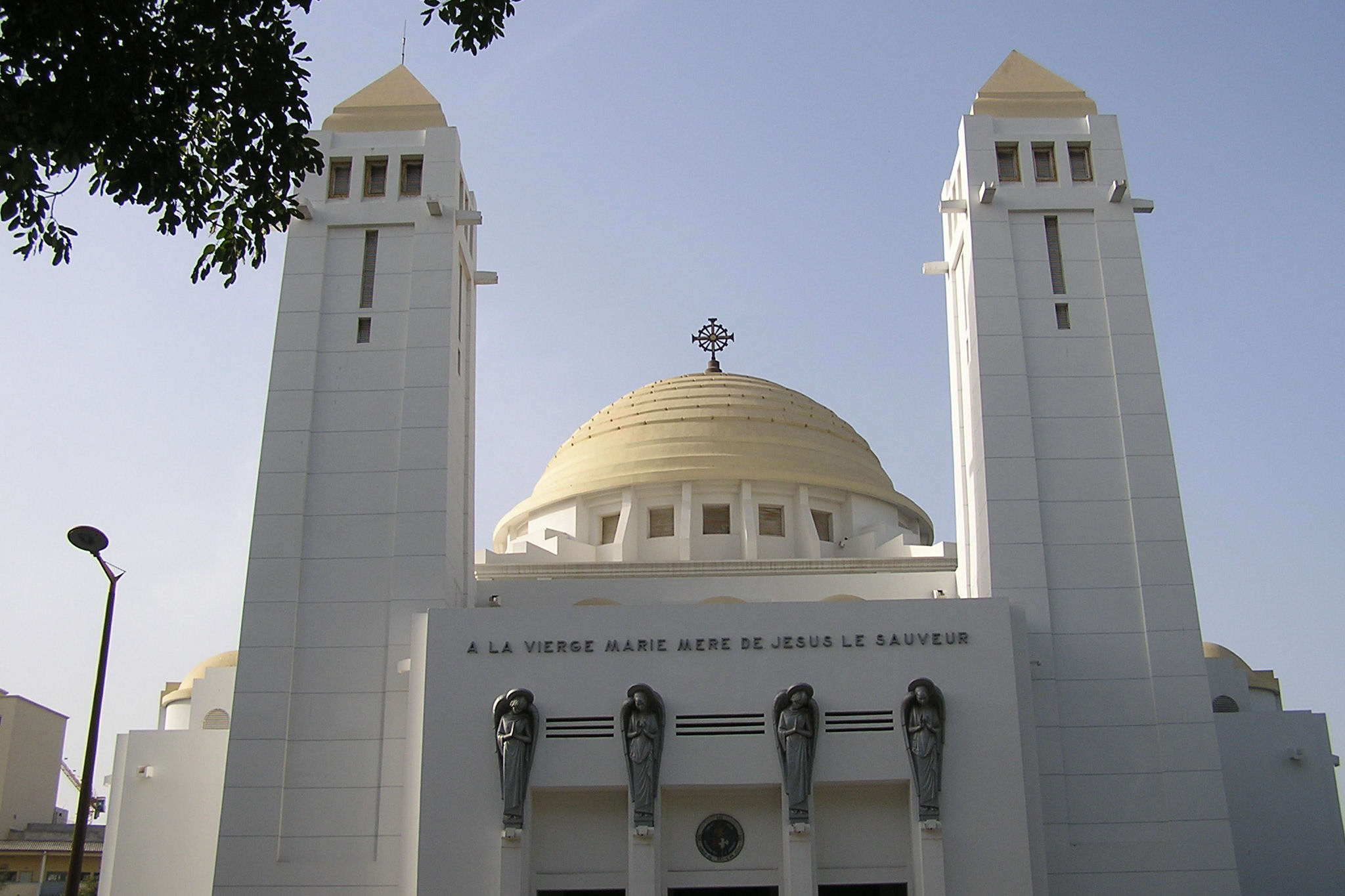
Katedra w Dakarze

Archidiecezja dakarska (łac. Archidioecesis Dakarensis, fr. Archidiocèse de Dakar) – rzymskokatolicka archidiecezja ze stolicą w Dakarze, w Senegalu.
W archidiecezji służy 167 braci i 358 sióstr zakonnych.

## Sufraganie archidiecezji dakarskiej
Metropolia dakarska jest jedyną senegalską metropolią katolicką. Swym zasięgiem obejmuje cały kraj. Sufraganiami archidiecezji dakarskiej są diecezje:
- Kaolack
- Kolda
- Saint-Louis du Sénégal
- Tambacounda
- Thiès
- Ziguinchor

## Historia
Za pontyfikatu Piusa IX, 6 lutego 1863, erygowano wikariat apostolski Senegambii. Dotychczas wierni z tych obszarów należeli do wikariatu apostolskiego Dwóch Gwinei i Senegambii (obecnie archidiecezja Libreville w Gabonie).
18 października 1897 z wikariatu wydzielono prefekturę apostolską Gwinei Francuskiej (obecnie archidiecezja Konakry w Gwinei).
6 maja 1931 z wikariatu odłączono brytyjskie tereny, na których powstała misja "sui iuris" Gambii.
27 stycznia 1936 dokonano zmiany nazwy na wikariat apostolski Dakaru.
25 kwietnia 1939 na południu wikariatu powstała prefektura apostolska Ziguinchor (obecnie diecezja Ziguinchor).
14 września 1955 papież Pius XII bullą Dum tantis wyniósł wikariat apostolski do godności archidiecezji i stolicy metropolii. Od tego dnia obowiązuje obecna nazwa omawianej jednostki kościelnej.
21 stycznia 1957 z archidiecezji wyodrębniono  prefekturę apostolską Kaolack (obecnie diecezja Kaolack).
6 lutego 1969 na terytorium dakarskiego arcybiskupstwa powstała diecezja Thiès.
24 maja 1976 papież Paweł VI kreował kardynałem pierwszego arcybiskupa dakarskiego - Hyacinthe'a Thiandouma.

## Ordynariusze Dakaru
Obecnie arcybiskupem metropolitą dakarskim nominowany jest abp André Gueye. Papież mianował go na ten urząd 22 lutego 2025. W archidiecezji nie służą biskupi pomocniczy.
Najbardziej znanym arcybiskupem dakarskim jest Marcel Lefebvre CSSp. Jako biskup Dakaru brał udział w pracach komisji przygotowującej sobór watykański II. W czasie soboru, już jako biskup francuskiego Tulle, nie zaakceptował zmian dokonanych przez ów sobór.